# 콘스탄티노폴리스의 이그나티오스
성 이그나티우스 또는 이그나티오스(그리스어: Ιγνάτιος 'Α, 798년경 ― 877년 10월 23일)는 847년 7월 4일부터 858년 10월 23일까지, 그리고 867년 11월 23일부터 877년 10월 23일에 사망할 때까지 콘스탄티노폴리스 총대주교였다. 로마 가톨릭 교회와 동방정교회에서는 10월 23일을 축일로 성인으로 추앙한다.

## 전기

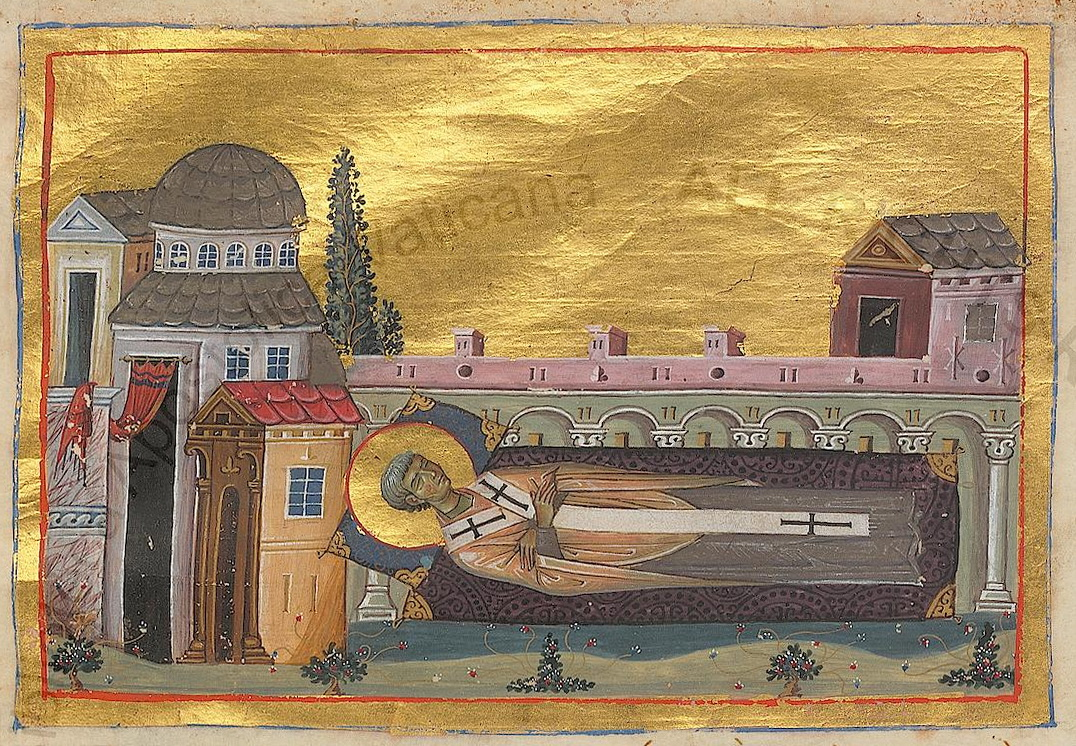
바실리오스 2세의 메놀로지온에서 이그나티오스의 안식을 보여주는 그림.(약 1000년경)

이그나티오스의 원래 이름은 니키타스로 동로마 제국의 황제 미하일 1세 랑가베와 프로코피아의 아들이며, 그의 외할아버지는 니케포로스 1세였다. 이그나티오스는 아직 어린 시절이었지만 니케타스는 제국 근위대의 새로운 군단인 히카나토이의 명목적 사령관으로 임명되었다. 813년 그의 아버지 미하일 1세가 폐위되자 이그나티오스는 강제로 거세 되었고(환자는 황제가 될 자격이 없었다.) 그는 프린스 제도에 3개의 수도원을 설립했는데 삭발된 황실의 구성원들을 추방하기 위해 좋은 장소였다.
황후 테오도라는 847년에 콘스탄티노폴리스 총대주교에 메토디오스 1세의 뒤를 이어 성상파괴주의에 대한 확고한 반대자인 이그나티오스를 임명했다. 이그나티오스는 곧 스투디오스파와 교회의 온건파 사이의 갈등에 휘말리게 되었다. 문제는 과거에 우상 파괴 정책에 협력했던 성직자들을 해임할지 여부였다. 이그나티오스는 보수적인 스투디오스파의 편을 들어서 시라쿠사의 대주교인 온건당의 지도자인 그레고리오스 아스베스타스를 해임시켰다. 그레고리오스 아스베스타스는 교황 레오 4세에게 시정을 호소했고, 그리하여 로마 교회와 콘스탄티노폴리스 교회 사이의 마찰이 시작되었다.
카이사르 바르다스에 대해 열렬히 비판하는 이그나티오스는 황제 미하일 3세와 바르다스가 857년 테오도라를 궁정에서 몰아내자 지지를 잃었다. 결국 이그나티오스는 858년에 콘스탄티노폴리스 총대주교에서 사임할 것을 강요받았고 평신도 포티오스로 대체되었다. 이러한 문제는 859년에 콘스탄티노플에서 그리고 861년에 다시 열린 공의회에서 논의되었다. 포티오스가 전임자의 정책 중 일부를 철회하려 할때, 이그나티오스의 지지자들은 교황 니콜라우스 1세에게 나타났다. 교황 니콜라우스 1세는 처음에 논쟁에서 벗어나려 했으나,  863년에 포티오스를 비난했다. 분쟁에서 당면한 문제는 총대주교에 대한 교황의 우선권 문제와 기독교로 개종한 불가리아에 대한 관할권이었다.
867년 마케도니아인 바실리오스 1세가 왕위를 찬탈하고 신성 로마 제국 황제인 루도비코 2세와 니콜라우스 1세와의 동맹을 모색하여 포티오스를 추방하고 이그나티오스를 다시 콘스탄티노폴리스 총대주교에 앉혔다. 복권된 이그나티오스는 870년에 불가리아의 군주를 설득하여 불가리아에서 라틴 의식의 위계를 추방시켰다. 이그나티오스와 포티오스가 같은 정책을 추구했기 때문에 포티오스는 다시 소환되어 황제의 자녀들의 가정교사로 복귀했다.
그에 대해 로마 순교록은 다음과 같이 기록한다. 이그나티오스 주교는 카이사르 바르다스가 자신의 아내를 버리자 책망했지만, 많은 부상을 입고 추방되었다. 니콜라우스 교황에 의해 되찾아, 마침내 그는 평화롭게 죽음을 맞이했다." 877년 10월 이그나티오스가 사망했을 때, 포티오스는 콘스탄티노폴리스 총대주교로 복직되었고, 이그나티오스의 시성화에 기여를 했다.

## 같이 보기
- 콘스탄티노플 공의회 (869-870)
- 포티오스 1세
- 니콜라오 1세
- 테오도라